# 关于改革高等学校招生考试办法的通知
《关于改革高等学校招生考试办法的通知》，是文化大革命初期1966年6月13日中共中央、国务院发出的文件。文件要求将当年高校招生工作推迟半年，实际上标志着全国高校暂停招生，直到1973年恢复。

## 概述
同月18日《人民日报》全文发表。《通知》的主要内容有：高等学校招生考试办法，基本上没有跳出资产阶级考试制度的框框，不利于贯彻执行党中央和毛主席提出的教育方针，不利于更多地吸收工农兵革命青年进入高等学校。这种考试制度，必须彻底改革。因此，中共中央和国务院决定：1966年高等学校招收新生的工作推迟半年进行。《人民日报》全文发表这个决定时，并发表社论《彻底搞好文化革命彻底改革教育制度》称：改革招生考试制度是“彻底搞掉资产阶级教育路线的一个突破口”。
同年7月24日，中共中央、国务院又发出《关于改革高等学校招生工作的通知》提出：从1966年起，高等学校招生工作下放到省、市、自治区办理。高等学校招生取消考试，采取推荐与选拔相结合的办法。之后因文化大革命的干扰和破坏，各省、市、自治区未能办理招生工作。全国高等学校停止按计划招生长达六年。1973年，高校真正开始重新招生，并以《关于1973年高等学校招生工作的意见》进行实施。